# Sheriff Mustapha Dibba
Sheriff Mustapha Dibba (10 janvier 1937, Farafenni - 2 juin 2008, Banjul) est un homme politique gambien, porte-parole de l'Assemblée nationale de 2002 à 2006. Il fut aussi le dirigeant du Parti de la convention nationale (NCP).

## Biographie
Dibba est le premier vice-président de la nouvelle république de Gambie. Il quitte cette fonction en 1975 et crée son parti, le Parti de la convention nationale. Après les élections générales de 1977, le NCP devient le principal parti d'opposition du pays.
Il est arrêté et incarcéré en 1981, reconnu coupable d'avoir participé à une tentative de coup d'État déjouée mais est libéré au bout de onze mois de détention. L'élection présidentielle de la Gambie a lieu le 4 mai 1982, quelques mois après un amendement constitutionnel instaurant le suffrage universel direct du chef de l'État. Dibba est battu par le président sortant Dawda Jawara. Il concourt comme candidat du NCP aux élections présidentielles de 1987 et 1992, terminant à chaque fois en second après Jawara. 
Après le renversement du gouvernement de Jawara en 1994, le NCP et les autres partis politiques du pays sont interdits. Le NCP est autorisé de nouveau à partir de la mi-2001 et Dibba en profite pour contester les résultats de l'élection de 2001 qui a lieu le 18 octobre de la même année. Il est battu par le président sortant Yahya Jammeh et se retrouve quatrième candidat sur cinq, recevant 3,8% des suffrages.
Dibba donne ensuite son soutien à Jammeh et à son parti, l'Alliance patriotique pour la réorientation et la construction, et après les élections législatives de janvier 2002, il est élu porte-parole de l'Assemblée nationale à sa première session le 3 février.
En avril 2006, Dibba est arrêté et démis de ses fonctions de porte-parole : il lui est rapproché d'avoir apporté son soutien à une tentative de coup d'État contre Jammeh le mois précédent. Néanmoins Dibba et le NCP soutiennent Jammeh à l'élection présidentielle de 2006 ; Dibba étant alors âgé de plus de 65 ans n'était plus éligible à la présidence.
Il meurt le 2 juin 2008 à Banjul.